# مايك بيت
مايك بيت (بالإنجليزية: Mike Bate)‏ هو أحيائي بريطاني، ولد في 1943.